# Fairmount (Tennessee)
Fairmount és una concentració de població designada pel cens dels Estats Units a l'estat de Tennessee. Segons el cens del 2000 tenia 2.600 habitants.

## Demografia
Segons el cens del 2000, Fairmount tenia 2.600 habitants, 900 habitatges, i 758 famílies. La densitat de població era de 170,1 habitants/km².
Dels 900 habitatges en un 43,4% hi vivien nens de menys de 18 anys, en un 75,9% hi vivien parelles casades, en un 6,2% dones solteres, i en un 15,7% no eren unitats familiars. En el 13,1% dels habitatges hi vivien persones soles el 4,8% de les quals corresponia a persones de 65 anys o més que vivien soles. El nombre mitjà de persones vivint en cada habitatge era de 2,89 i el nombre mitjà de persones que vivien en cada família era de 3,18.
Per edats la població es repartia de la següent manera: un 28,9% tenia menys de 18 anys, un 6% entre 18 i 24, un 27,8% entre 25 i 44, un 29,2% de 45 a 60 i un 8,1% 65 anys o més.
L'edat mediana era de 39 anys. Per cada 100 dones de 18 o més anys hi havia 98,1 homes.
La renda mediana per habitatge era de 61.141 $ i la renda mediana per família de 71.019 $. Els homes tenien una renda mediana de 47.482 $ mentre que les dones 29.500 $. La renda per capita de la població era de 30.832 $. Entorn de l'1,6% de les famílies i el 2,6% de la població estaven per davall del llindar de pobresa.

## Poblacions més properes
El següent diagrama mostra les poblacions més properes.